# 1988年ソウルオリンピックのブルガリア選手団

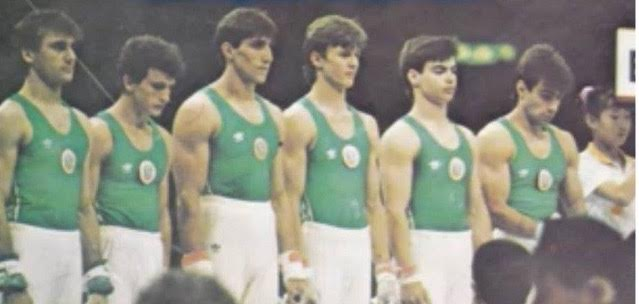
体操選手ら

1988年ソウルオリンピックのブルガリア選手団（1988ねんソウルオリンピックのブルガリアせんしゅだん）は、1988年9月17日から10月2日にかけて韓国のソウルで開催された1988年ソウルオリンピックのブルガリア選手団、およびその競技結果。

## 概要
今大会は金メダル10個、銀メダル12個、銅メダル13個の合計35個のメダルを獲得した。

## メダル
| メダル | 選手名                     | 競技   | 種目             |
| ------ | -------------------------- | ------ | ---------------- |
| 金     | フリスト・マルコフ         | 陸上   | 男子三段跳       |
| 金     | ヨルダンカ・ドンコワ       | 陸上   | 女子100mハードル |
| 金     | タニア・ダンガラコバ       | 競泳   | 女子100m平泳ぎ   |
| 金     | リュボミル・ゲラスコフ     | 体操   | 男子あん馬       |
| 銀     | ステフカ・コスタディノヴァ | 陸上   | 女子走高跳       |
| 銀     | アントワネッタ・フレンケバ | 競泳   | 女子100m平泳ぎ   |
| 銀     | アドリアナ・ドナフスカ     | 新体操 | 女子個人総合     |
| 銅     | ツベタンカ・フリストワ     | 陸上   | 女子円盤投       |
| 銅     | アントワネッタ・フレンケバ | 競泳   | 女子200m平泳ぎ   |
| 銅     | ダイアナ・ドゥデバ         | 体操   | 女子跳馬         |